# Liste von Töpfermuseen
Ein Töpfermuseum bzw. Töpfereimuseum ist ein Museum, das sich des Themengebiets der Töpferei annimmt.

## Auswahl
- Töpfermuseum Breitscheid in Hessen, Deutschland
- Töpfereimuseum Hagen a.T.W.
- Töpfereimuseum Langerwehe in Nordrhein-Westfalen, Deutschland
- Töpfermuseum Stoob im Burgenland, Österreich
- Töpfermuseum Thurnau in Bayern, Deutschland
- Fränkisches Museum Feuchtwangen, Feuchtwangen
- Fränkisches Museum Feuchtwangen, externe Abteilung Handwerkerstuben
- Töpfermuseum Urberach in Hessen, Deutschland
- Töpfermuseum Wittgenborn in Wächtersbach, Hessen, Deutschland
- Töpfermuseum Duingen in Niedersachsen, Deutschland